# 伊東長治
伊東 長治（いとう ながはる）は、江戸時代前期の大名。備中国岡田藩3代藩主。

## 略歴
2代藩主・伊東長昌の長男として誕生。
寛永17年（1640年）、父の死去により家督を継いだ。万治元年（1658年）10月8日に死去した。享年31。跡を長男・長貞が継いだ。

## 系譜
- 父：伊東長昌（1593-1640）
- 母：板倉勝重養女 - 中島重次娘
- 正室：松平勝隆養女 - 松平重則娘
  - 長男：伊東長貞（1643-1693）